# منوچهر نجفدری
منوچهر نجفدری (زاده ۱۳۰۹ الشتر – درگذشته ۱۳۹۶ تهران) سرپرست ژاندارمری ایران  و رئیس هیئت مشاوران نیروی انتظامی جمهوری اسلامی ایران بود.

## زندگی‌نامه
منوچهر نجفدری در خانواده ای نظامی در منطقه الشتر به دنیا آمد. پدرش سرهنگ نصرالله نجفدری در آن زمان با درجه سرهنگی، حاکم نظامی مناطق سلسله و دلفان بود. او پس از اتمام دوره دبستان وارد مدرسه نظام و سپس دانشکده افسری شد از دوستان نزدیک و هم دوره او در دانشکده افسری تیمسار سرتیپ عزیز دماوندی (ارشد سال آخر دانشکده) بود. وی همچنین دارای مدرک لیسانس علوم اجتماعی از دانشگاه تهران بود. وی دوره دافوس را در سال ۱۳۵۷–۱۳۵۸ گذراند.

## خدمت نظامی
وی دوران خدمت خود را در ژاندرمری سپری کرده و در سال ۱۳۵۴ به سمت فرمانده ژاندارمری تهران منصوب می‌شود. او به سبب حضور در منطقه سیستان و بلوچستان پس از انقلاب به دستور سرتیپ الیاس دانشور فرمانده وقت ژاندارمری به عنوان فرماندهی ناحیه ژاندارمری سیستان منصوب شد. در دوره ریاست سرلشکر ظهیرنژاد به عنوان فرمانده ژاندارمری به سمت جانشین وی انتخاب میشود و با شروع جنگ به دستور حسنعلی فروزان به عنوان فرماندهی عملیات نامنظم محور خوزستان انتخاب می‌گردد. بعد از آن وی به منطقه مرزی آذربایجان غربی رفته و به عنوان سرپرست ناحیه ژاندارمری آذربایجان غربی به فعالیت خود ادامه می‌دهد.
پس از استعفای حسنعلی فروزان از ریاست ژاندارمری، محمدرضا مهدوی کنی وزیر کشور وقت او را به سمت سرپرست ژاندارمری منصوب می‌کند که وی به مدت هشت ماه در این سمت باقی مانده و پس از انتخاب فرمانده جدید تا پایان خرداد ۱۳۶۲ و بازنشستگی در سمت جانشین فرمانده ژاندارمری در نیروهای مسلح ایران به خدمت خود ادامه می‌دهد. وی پس از مدتی به درخواست ناطق نوری وزیر کشور وقت به خدمت برگشته و تا از سال ۱۳۶۳ تا ۱۳۷۰ به عنوان فرمانده ژاندارمری منطقه سیستان و بلوچستان و بعد از آن از سال ۱۳۷۰ تا ۱۳۷۱ ریاست گروه مشاوران فرماندهی ناجا منصوب می‌گردد. وی در سال ۱۳۷۱ با ۴۲ سال سابقه خدمت بازنشسته می‌شود.
امیر  نجفدری در مهر سال ۱۳۹۶ در تهران درگذشت.
کتاب خاطرات او با عنوان «پشت دروازه‌های شهر» توسط مرکز اسناد انقلاب اسلامی در سال ۱۳۹۶ منتشر گردید. 